# Utopia Group
Utopia Group SA was een Luxemburgse keten die bioscopen beheerde en exploiteerde in Luxemburg, België, Nederland en Frankrijk. Veel van haar bioscopen droegen de naam Utopolis. Het bedrijf is begonnen op 6 september 2002, na een fusie tussen het Luxemburgse Utopia SA en het Nederlandse Polyfilm BV. In 2015 werd de groep overgenomen door Kinepolis, waarbij alle Nederlandse, Franse en Luxemburgse bioscopen omgevormd werden naar Kinepolis. Door een beslissing van de Belgische mededingingsautoriteiten zijn alle Belgische Utopolis bioscopen verkocht aan UGC. De omvorming van Utopolis naar UGC vond in 2017 plaats. 

## Kantoren
Het hoofdkantoor van Utopia Group SA bevond zich in Luxemburg, het hoofdkantoor van Utopia Nederland in Almere. Het hoofdkantoor van Utopia België stond in Mechelen en het kantoor in Frankrijk was in Longwy gevestigd.

## Bioscopen
De Utopia Group beheerde in totaal 19 bioscopen resp. 8 in Luxemburg, 5 in Nederland, 4 in België en 1 in Frankrijk. In deze 19 bioscopen zijn 98 zalen met in totaal 15419 stoelen.

### België
- Utopolis Aarschot: 5 zalen met 721 stoelen. Geluidssystemen: SRD en DTS.
- Utopolis Lommel: 5 zalen met 703 stoelen. Geluidssystemen onbekend.
- Utopolis Mechelen: 12 zalen met 2310 stoelen. Alle zalen met digitale projectie. Geluidssystemen: SRD en DTS.
- Utopolis Turnhout: 8 zalen met 1804 stoelen waarvan 4 zalen met digitale projectie. Geluidssystemen: THX, SRD en DTS.

### Frankrijk
- Utopolis Longwy: 7 zalen met 1330 stoelen waarvan 3 zalen met digitale projectie. Geluidssystemen: SRD, DTS en SDDS.

### Luxemburg
- Ciné Scala Diekirch: 1 zaal met 138 plaatsen. Geluidssystemen: Dolby Digital en DTS.
- Ciné Starlight Dudelange: 2 zalen met 194 stoelen.
- Ciné Sura Echternach: 1 zaal met 100 stoelen. Geluidssystemen: Dolby Digital en DTS.
- Cinémaacher Grevenmacher: 1 zaal met 78 stoelen: Geluidssystemen SRD en DTS.
- Utopolis Luxemburg: 10 zalen met 2700 stoelen. Alle zalen met digitale projectie. Geluidssystemen: THX, DTS en SDDS.
- Ciné Utopia Luxemburg: 5 zalen met 720 stoelen waarvan 3 zalen met digitale projectie.
- Ciné Orion Troisvierges: 1 zaal met 118 stoelen. Geluidssystemen: THX, Dolby, SRD en DTS.
- Prabbeli Wiltz: 1 zaal met 97 stoelen. Geluidssystemen: Dolby Digital en DTS.
- Utopolis Belval Esch-sur-Alzette: 7 zalen met daarbij de grootste zaal van het land.
- Ciné Le Paris Bettembourg: 1 zaal met 170 stoelen.

### Nederland
- Utopolis Almere: 8 zalen met 2247 stoelen waarvan 8 zalen met digitale projectie. Geluidssystemen: Drie zalen Dolby Digital 7.1 en SRD. Ontwerp van Rem Koolhaas uit 2004
- Utopolis Den Helder: 6 zalen met 776 stoelen waarvan 6 zalen met digitale projectie. Geluidssystemen: SRD en DTS.
- Utopolis Emmen: 7 zalen met 1250 stoelen waarvan 7 zalen met digitale projectie. Geluidssystemen: Één zaal Dolby Digital 7.1 en SRD.
- Utopolis Oss: 5 zalen met 822 stoelen waarvan 5 zalen met digitale projectie. Geluidssystemen: SRD en DTS.
- Utopolis Zoetermeer: 8 zalen met 1247 stoelen waarvan 8 zalen met digitale projectie.  Geluidssystemen: SRD en DTS.